# Opius roveretoi
Opius roveretoi är en stekelart som beskrevs av Fischer 1962. Opius roveretoi ingår i släktet Opius och familjen bracksteklar. Inga underarter finns listade i Catalogue of Life.